# Aroaldo Santana
Aroaldo Alves de Santana (Porto da Folha, 22 de outubro de 1925), mais conhecido como Aroaldo Santana, foi um célebre líder político que se destacou como prefeito nas conquistas de grande valia para cidade, deputado estadual entre 1987 e 1991, tabelião e titular do cartório do primeiro ofício de notas de Porto da Folha.

## Administração
De 1967 a 1970, Aroaldo Santana foi prefeito em Porto da Folha pela Aliança Renovadora Nacional após vencer o candidato do PSD, o ex-prefeito Antônio Gonçalves Dória. Na mesma administração, ocorreu a inauguração da água encanada do rio São Francisco, em 12 de outubro de 1970, contribuindo para o abastecimento e saneamento da população, amenizando também o sofrimento dos animais de carga.
Ainda no período constam a construção e inauguração, em 1970, do Ginásio Gr. Lourival Baptista; construção parcial dos GEMs José Xavier de Melo e Manoel Jovito de Santana no povoado Lagoa da Volta, construção da primeira Banca de Peixes local; restauração do calçamento das ruas Dr. João Lima, Gouveia Lima e Praça Caio Feitosa, reconstrução de estrada ligando a Sede ao povoado Niterói, recuperação da estrada ligando a Sede à Ilha do Ouro, construção do Mercado de Lagoa do Rancho, e construção e inauguração de agência do Banese e incentivo à instalação de agência do Banco do Brasil.
Em 1986, foi eleito deputado estadual pelo Sergipe, obtendo numerosa votação na cidade natal e Aracaju, sendo também votado em 65 municípios dos 74 existentes em Sergipe na ocasião.